# Davey Hamilton
Pour les articles homonymes, voir Hamilton.

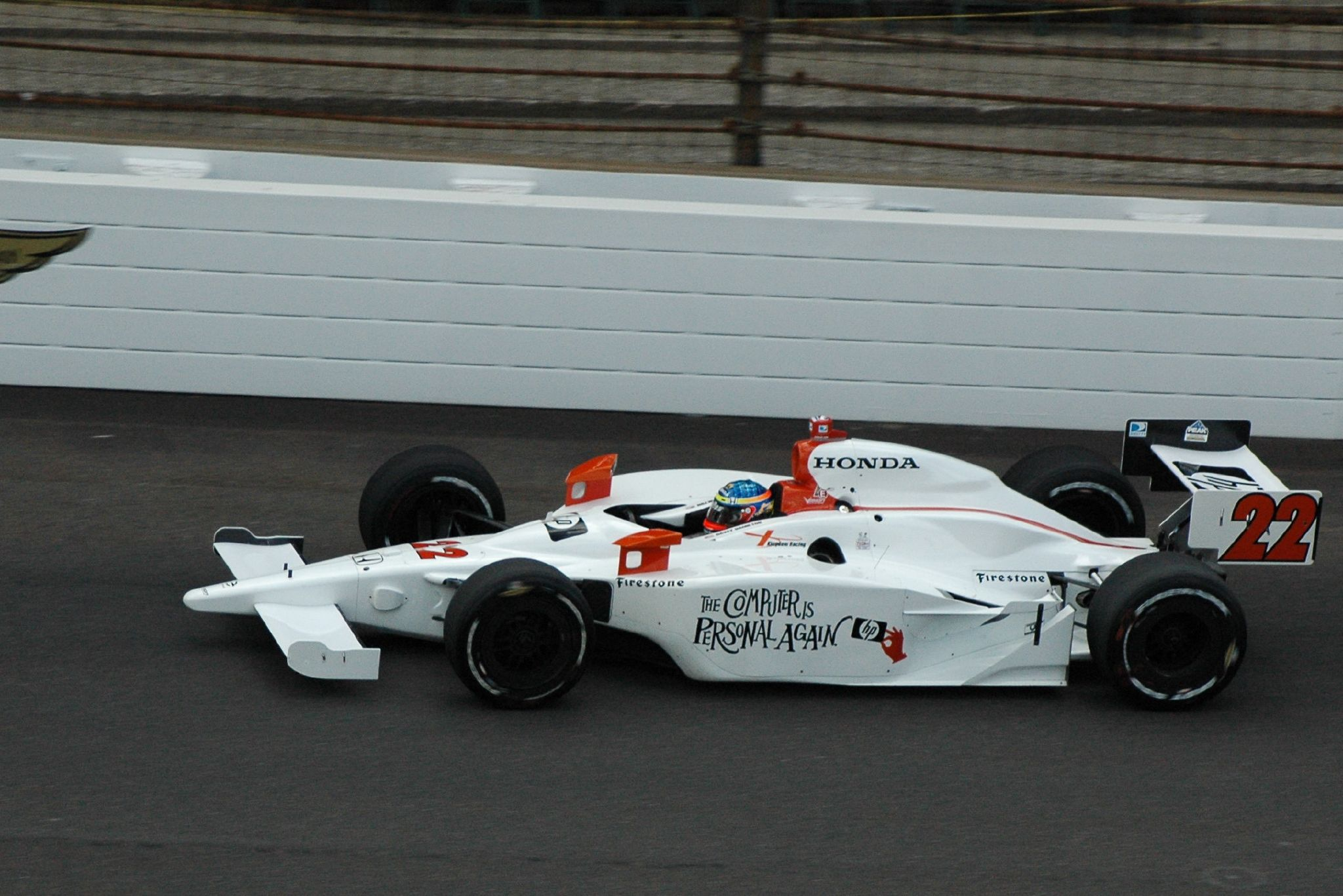
Davey Hamilton, lors des essais pour l'Indy 500 en 2008

Davey Hamilton (née le 13 juin 1962 à Nampa, États-Unis), est un pilote automobile américain qui évolue en IndyCar Series.

Sa carrière a été marquée par un violent accident en 2001, avec Jeret Schroeder (en), lors de l'épreuve du Texas. Il reçoit la même année un Scott Brayton Award pour avoir le mieux représenté l'attitude et les performances de Scott Brayton.

Il possède par ailleurs sa propre équipe, le Davey Hamilton Racing.

## Résultats aux500 milesd'Indianapolis
| Année | Châssis | Moteur        | Qualification | Résultat | Équipe            |
| ----- | ------- | ------------- | ------------- | -------- | ----------------- |
| 1993  | Lola    | Buick         | DNQ           | DNQ      | Senter Sculley    |
| 1995  | Reynard | Ford-Cosworth | DNQ           | DNQ      | Hemelgarn (en)    |
| 1996  | Lola    | Ford-Cosworth | 10            | 12       | Foyt              |
| 1997  | G-Force | Oldsmobile    | 8             | 6        | Foyt              |
| 1998  | G-Force | Oldsmobile    | 8             | 4        | Nienhouse         |
| 1999  | Dallara | Oldsmobile    | 11            | 11       | Galles (en)       |
| 2000  | G-Force | Oldsmobile    | 28            | 20       | TeamXtreme (en)   |
| 2001  | Dallara | Oldsmobile    | 26            | 23       | Schmidt           |
| 2007  | Dallara | Honda         | 20            | 9        | Vision            |
| 2008  | Dallara | Honda         | 18            | 14       | Vision            |
| 2009  | Dallara | Honda         | 22            | 29       | Dreyer & Reinbold |
| 2010  | Dallara | Honda         | 14            | 33       | de Ferran Dragon  |
| 2011  | Dallara | Honda         | 15            | 24       | Dreyer & Reinbold |